# Josias von Qualen (Feldmarschall)
Josias von Qualen  (* um 1528; † 29. September 1586 in Gottorf) war Herr auf Koselau, dänischer Feldmarschall, Amtmann von Steinburg und Gouverneur von Süderdithmarschen.

## Leben
Das genaue Geburtsjahr von Josias von Qualen ist unbekannt. Er wurde um 1528 als ältester von sechs Söhnen des Otto von Qualen (gest. 1604), Erbherr aus Koselau und dessen zweiter Ehefrau Druda Wittorf geboren.
Seit 1563 war er mit Ölgard von Ahlefeld verheiratet. Aus der Ehe gingen zwei Söhne und fünf Töchter hervor.
1544 matrikulierte er als einer der ersten Studenten an der neu gegründeten Albertus-Universität Königsberg. Nach seinem Studium trat er in den Militärdienst ein und kämpfte u. a. 1558 als Leutnant in Frankreich. Zurück aus dem Krieg wurde er 1559 gottorfischer Hofmarschall.
Im siebenjährigen Dreikronenkrieg stand Qualen zwischen 1563 und 1570 im Dienst des dänischen Königs Friedrich II. und führte dabei 1569 die Eroberung der Festung Varberg im schwedischen Halland herbei, bei deren Belagerung der Feldherr Daniel Rantzau gefallen war. Als Auszeichnung für die besonderen Verdienste wurde er zum Feldmarschall ernannt.
Am 10. Dezember 1571 erfolgte seine Berufung zum Amtmann von Steinburg und Gouverneur von Süderdithmarschen nach Krempe. In der Folgezeit hatte Qualen vor allen Dingen mit Streitschlichtungen zu tun. So vermittelte er 1577 einen Vergleich zwischen dem Rat und der Bürgerschaft der Stadt Itzehoe. Bereits 1576 hatte er das Schloss zu Steinburg neu aufbauen lassen, fiel aber 1579 beim König in Ungnade, weil herauskam, dass er in den letzten acht Jahren umfangreiche Ländereien in den dithmarscher Kirchenspielen Süderhastedt, Eddelak und Marne erworben und zu einem zusammenhängenden Gut zusammengezogen hatte. Am 25. Januar 1579 erließ der König ein Mandat, dass keiner von Adel ohne Wissen und Willen des Königs mit den Eingesessenen um Landgüter, Erb und Eigen handeln oder diese an sich bringen dürfe. Schriftlich rügte ihn der König am 14. September 1579 und ordnete die Abtretung des Gutes an die Krone an, welches fortan Friedrichshof hieß.
Noch 1580 erschien Qualen mit 10 Pferden auf den Lehnstagen von Odense und ritt im 5. Glied nach dem König, wurde aber schon ein Jahr später als Amtmann und Gouverneur aus Krempe abberufen. Herzog Adolf I. hatte jedoch an ihm Gefallen gefunden und berief Qualen noch im selben Jahr zum Landrat und machte ihn 1582 zum Amtmann von Gottorf. Als solcher wurde er Mitglied des Hofrats und täglicher Berater des Herzogs.
Am 29. September 1586 stürzte Qualen nach einem Tafelgelage auf Schloss Gottorf von der Zugbrücke ins Wasser, blieb mit seiner goldenen Halskette an einem Pfahl im Wasser hängen und ertrank. Als Erbherr von Koselau wurde er in der Kirche von Lensahn beigesetzt.